# Danh sách trò chơi Street Fighter
Đây là những trò chơi điện tử thuộc trò chơi Street Fighter.

## Street Fighter
- Street Fighter
Bản sửa chữa:
  - Fighting Street (Turbo CD)
  - Street Fighter (ZX Spectrum, Amstrad CPC, Commodore 64, Atari ST, Commodore Amiga, DOS, PS2/Xbox (sau này thuộc Capcom Classics Collection vol.2)

## Street Fighter II series
- Street Fighter II - The World Warrior
Bản sửa chữa:
  - Street Fighter II - The World Warrior (ZX Spectrum, Commodore 64, Atari ST, Commodore Amiga, DOS)
  - Street Fighter II (Game Boy - bao gồm 4 phần đầu của SFII [SFII:TWW-SSFII])
  - Street Fighter II - The World Warrior (PlayStation - part of Street Fighter Collection Vol. 2(US)/Capcom Generation Vol. 5: Fighters(Japan))
  - Street Fighter II - The World Warrior (Sega Saturn
  - Street Fighter II - The World Warrior (Super Famicom/Super NES)
  - Street Fighter II - The World Warrior (Wii)
- Street Fighter II' - Champion Edition
Bản sửa chữa:
  - Street Fighter II' - Champion Edition
  - Street Fighter II' - Champion Edition (Super Famicom/Super NES - thuộc Street Fighter II Turbo - Hyper Fighting)
  - Street Fighter II' - Champion Edition (Mega Drive/Genesis - thuộc Street Fighter II' - Special Champion Edition)
  - Street Fighter II' - Champion Edition (PlayStation
  - Street Fighter II' (Sega Master System)
  - Street Fighter II' - Champion Edition (Sega Saturn
- Street Fighter II' Turbo / Street Fighter II' - Hyper Fighting
Bản sửa chữa:
  - Street Fighter II Turbo - Hyper Fighting (Super Famicom/Super NES)
  - Street Fighter II' - Special Champion Edition / Street Fighter II' Plus (Mega Drive/Genesis)
  - Street Fighter II' Turbo / Street Fighter II' - Hyper Fighting (PlayStation
  - Street Fighter II' Turbo - Hyper Fighting (Xbox 360 - có thể tải được qua Xbox Live Arcade, phát hành ngày 2 tháng 8 năm 2006)
- Super Street Fighter II - The New Challengers
Bản sửa chữa:
  - Super Street Fighter II - The New Challengers (Super Famicom/Super NES)
  - Super Street Fighter II - The New Challengers (Mega Drive/Genesis)
  - Super Street Fighter II - The New Challengers (PlayStation
  - Super Street Fighter II - The New Challengers (Sega Saturn
  - Super Street Fighter II - The New Challengers (Atari ST, Commodore Amiga, DOS)
  - Super Street Fighter II - The New Challengers (DOS - chỉ phát hành tại Mỹ)
- Super Street Fighter II Turbo / Super Street Fighter II X - Grand Master Challenge
Bản sửa chữa:
  - Super Street Fighter II Turbo / Super Street Fighter II X - Grand Master Challenge (Panasonic 3DO)
  - Super Street Fighter II Turbo (DOS, Amiga, Amiga CD32)
  - Super Street Fighter II Turbo / Super Street Fighter II X - Grand Master Challenge (PlayStation
  - Super Street Fighter II Turbo / Super Street Fighter II X - Grand Master Challenge (Sega Saturn
  - Super Street Fighter II Turbo / Super Street Fighter II X - Grand Master Challenge (PlayStation2 - thuộc Capcom Classics Collection Volume 2)
  - Super Street Fighter II Turbo/ Super Street Fighter II X - Grand Master Challenge (Xbox - thuộc Capcom Classics Collection Volume 2)
  - Super Street Fighter II X Grand Master Challenge for Matching Service (Dreamcast - chỉ phát hành tại Nhật Bản)
  - Super Street Fighter II Turbo Revival / Super Street Fighter II X Revival (Game Boy Advance)
  - Super Street Fighter II Turbo HD Remix (Xbox 360 - tải được qua Xbox Live Arcade, PlayStation 3 - tải được qua PlayStation Network.)
- Hyper Street Fighter II: The Anniversary Edition
Bản sửa chữa:
  - Hyper Street Fighter II: The Anniversary Edition (PlayStation 2 - thuộc Street Fighter Anniversary Collection)
  - Hyper Street Fighter II: The Anniversary Edition (Xbox - thuộc Street Fighter Anniversary Collection)

## Street Fighter Alpha series
- Street Fighter Alpha - Warriors' Dreams / Street Fighter Zero
Bản sửa chữa:
  - Street Fighter Alpha - Warriors' Dreams / Street Fighter Zero (Game Boy Color)
  - Street Fighter Alpha - Warriors' Dreams (DOS - chỉ phát hành tại Mỹ)
  - Street Fighter Alpha - Warriors' Dreams / Street Fighter Zero (PlayStation)
  - Street Fighter Alpha - Warriors' Dreams / Street Fighter Zero (Sega Saturn)
- Street Fighter Alpha 2 / Street Fighter Zero 2
Bản sửa chữa:
  - Street Fighter Alpha 2 / Street Fighter Zero 2 (Super Famicom / Super NES)
  - Street Fighter Alpha 2 / Street Fighter Zero 2 (PlayStation)
  - Street Fighter Alpha 2 / Street Fighter Zero 2 (Sega Saturn)
  - Street Fighter Alpha 2 (DOS - chỉ phát hành tại Mỹ)
  - Street Fighter Zero 2'  (PlayStation)
  - Street Fighter Alpha 2 Gold / Street Fighter Zero 2'  (Sega Saturn - thuộc Street Fighter Collection)
  - Street Fighter Alpha 2 Gold / Street Fighter Zero 2'  (PlayStation - thuộc Street Fighter Collection)
- Street Fighter Alpha 3 / Street Fighter Zero 3
Bản sửa chữa:
  - Street Fighter Alpha 3 / Street Fighter Zero 3 (PlayStation)
  - Street Fighter Alpha 3 / Street Fighter Zero 3 - Saikyou-ryuu Dojo (Sega Dreamcast) - Chơi trực tuyến
  - Street Fighter Zero 3 (Sega Saturn - chỉ phát hành tại Nhật)
  - Street Fighter Alpha 3 Upper / Street Fighter Zero 3 Upper (Game Boy Advance)
  - Street Fighter Alpha 3 Max / Street Fighter Zero 3 Double Upper (PSP)

Trong Street Fighter Zero Fighters Generation bao gồm (PlayStation 2):
- - Street Fighter Zero 2 Arrange (Street Fighter Alpha 2)
  - Street Fighter Zero 2 Alpha Arrange (Street Fighter Zero 2')
  - Street Fighter Zero 3 Arrange (Street Fighter Zero 3 Upper)
  - Hyper Street Fighter Zero

## Street Fighter III series
- Street Fighter III: New Generation
Bản sửa chữa:
  - Street Fighter III: New Generation (Sega Dreamcast - thuộc Street Fighter III: Double Impact)
- Street Fighter III: 2nd Impact - Giant Attack
Bản sửa chữa:
  - Street Fighter III: 2nd Impact - Giant Attack (Sega Dreamcast - thuộc Street Fighter III: Double Impact)
- Street Fighter III: 3rd Strike - Fight for the Future
Bản sửa chữa:
  - Street Fighter III: 3rd Strike - Fight for the Future (Sega Dreamcast)
  - Street Fighter III: 3rd Strike - Fight for the Future (PlayStation 2 - chỉ phát hành tại Nhật, thuộc Street Fighter Anniversary Collection ở Bắc Mỹ)
  - Street Fighter III: 3rd Strike - Fight for the Future (Xbox - thuộc Street Fighter Anniversary Collection)

## Super Street Fighter IV series
- Street Fighter IV
Các phiên bản khác:
  - Street Fighter IV (Xbox 360, PlayStation 3 và PC)
  - Super Street Fighter IV (Xbox 360 và PlayStation 3)
    - Super Street Fighter IV 3D Edition (Nintendo 3DS)
    - Super Street Fighter IV Arcade Edition (Xbox 360 và PlayStation 3 và PC)